# Бинг, Генри, 4-й граф Страффорд
Генри Уильям Джон Бинг, 4-й граф Страффорд (англ. Henry William John Byng, 4th Earl of Strafford; 21 августа 1831 — 16 мая 1899) — британский пэр и придворный.

## Биография
Родился 21 августа 1831 года в Лондоне. Второй сын Джорджа Бинга, 2-го графа Страффорда (1806—1886), и его первой жены Агнес Пэджет (1809—1845). Получил образование в Итонском колледже (Виндзор, графство Беркшир).
С 1840 года он был почётным пажом королевы Виктории, а в 1847 году был зачислен в Колдстримскую гвардию в звании лейтенанта. В 1854 году он был произведён в капитаны по покупке, затем в том же году назначен адъютантом и в 1865 году сверхштатным майором. Вышел в отставку в звании подполковника. 15 июня 1878 года он сменил своего старшего брата на посту почетного полковника Королевского стрелкового полка Эдмонтона, полка ополчения, которым также командовал их отец.
В 1872 году Генри Бинг был назначен слугой в ожидании, а два года спустя — шталмейстером. В 1895 году ему был пожалован Орден Бани, а в 1897 году он был награждён Королевским Викторианским орденом.
28 марта 1898 года умер его старший брат Джордж Бинг, 3-й граф Страффорд, и он унаследовал свои пэры и поместья, а также свое место в Палате лордов.
Всего год спустя, 16 мая 1899 года, лорд Страффорд был убит экспрессом на железнодорожной станции Поттерс-Бар. Свидетели рассказали, что он, казалось, ступил перед приближающимся паровозом со стороны склона в конце платформы. Его тело пронесли по дороге метров на пятьдесят. Позже коронерскому суду сообщили, что у него нервное состояние каталепсии. Присяжные по расследованию, рассмотрев несколько приговоров, включая самоубийство, пришли к выводу о смерти в результате несчастного случая.
Поскольку его сыновья умерли раньше него, его звание пэра перешло к его младшему брату Фрэнсису.

## Семья
15 октября 1863 года Генри Бинг женился на датской графине Генриетте Луизе Элизабет Даннескольд-Самсё (20 января 1836 — 11 января 1880), дочери графа Кристиана Даннешельд-Самсё и леди Элизабет Бруденелл-Брюс, внучке по материнской линии 1-го маркиза Эйлсбери. У супругов было четверо детей:
- Леди Мэри Элизабет Агнес Бинг (? — 18 февраля 1946), вышла замуж за графа Мориса де Мони Тальванде (1866—1941)
- Леди Эми Фредерика Алиса Бинг (6 декабря 1865 — 29 марта 1961), вышла замуж за Сиднея Джеймса Агара, 4-го графа Нормантона (1865—1933).
- Достопочтенный Джордж Альберт Эдвард Александр Бинг (1 апреля 1867 — 4 апреля 1893), утонул в море в 1893 году между Неаполем и Гибралтаром на корабле RMS Ophir
- Достопочтенный Джон Джордж Томас Уэнтуорт Бинг (6 марта 1870 — 6 января 1894), умер в возрасте 23 лет в Париже от тифа.

После смерти жены в 1880 году Страффорд женился 6 декабря 1898 года на Коре Колгейт (? — 11 октября 1932), урождённой Смит (богатой американской вдове), но детей у них не было, Генри Бинг умер всего пять месяцев спустя.
Лорд Страффорд был похоронен в семейном склепе на кладбище Святого Иоанна, Поттерс-Бар, вместе со своей первой женой. В 1935 году, после того как церковь вышла из употребления и подверглась вандализму, тела были эксгумированы и перенесены в мавзолей в соседнем семейном поместье Ротэм-Парк.